# DVD-RAM

Logo DVD-RAM

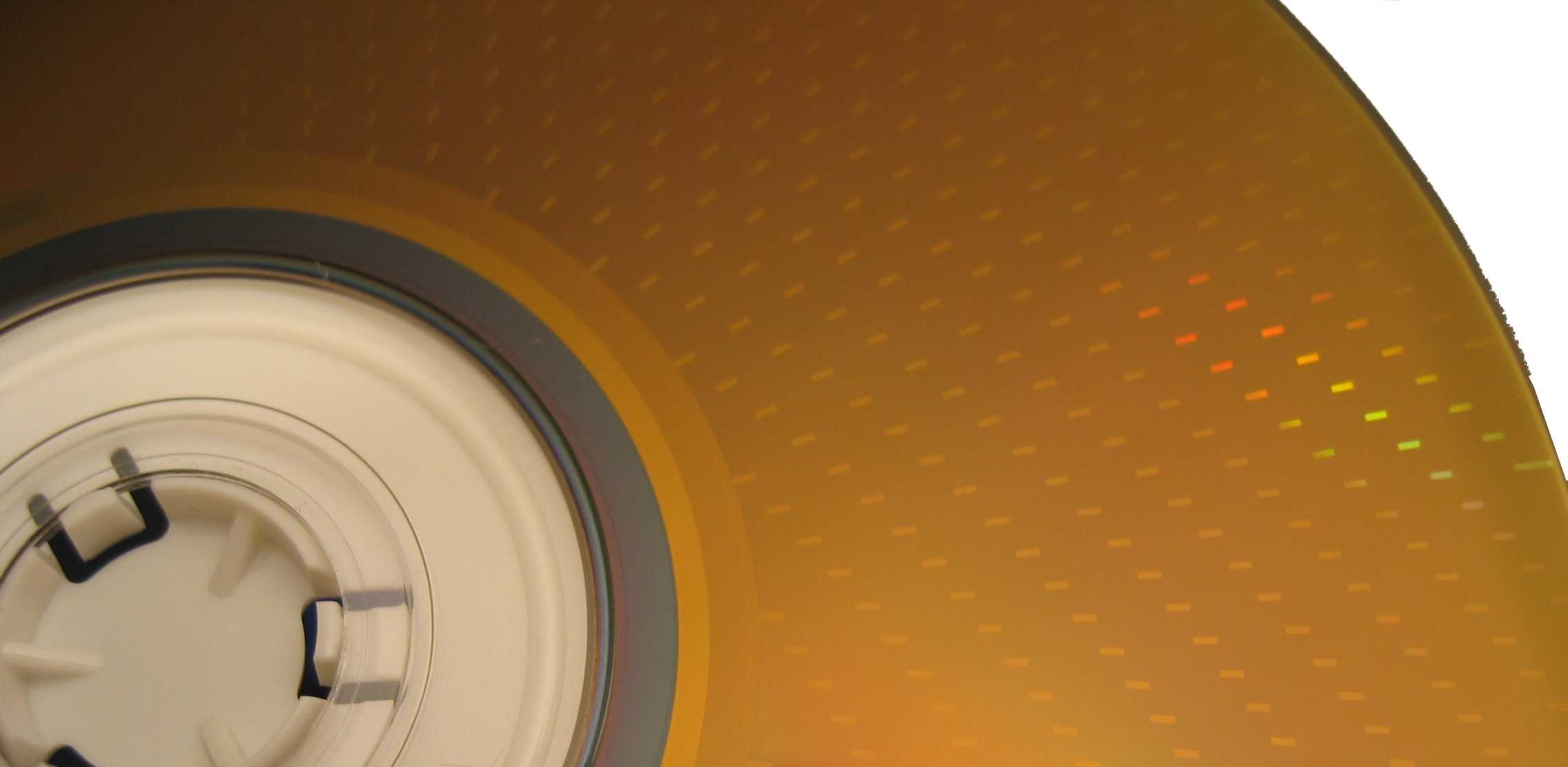
Zbliżenie płyty DVD-RAM

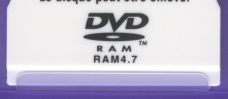
Fragment kasetki (oznaczenie dysków DVD-RAM)

DVD-RAM (ang. Digital Versatile Disc – Random Access Memory) – pierwszy ze standardów zapisu na płytach DVD (wersja 1.0 została opublikowana w 1997 roku). W Europie i Ameryce Północnej bardzo szybko wyparty przez nowsze standardy DVD-RW i DVD+RW, dość popularny w Japonii.
Kiedyś płyty nagrane w tym standardzie możliwe były do odczytania tylko w specjalnych nagrywarkach DVD-RAM, lecz obecnie wszystkie nowoczesne nagrywarki DVD obsługują ten format. Obecnie nośniki DVD-RAM polecane są do przechowywania bardzo ważnych danych ze względu na ich najwyższą trwałość. Ich wadą jest jedynie niższa prędkość zapisu i wyższa cena nośnika.
Wśród powszechnie dostępnych obecnie nagrywarek DVD±RW, standard DVD-RAM w pełni obsługują napędy LG Electronics – „Supermulti”. W listopadzie 2005 również firma Lite-On wypuściła na rynek model „AllWrite” (DVD+/-R, DVD+/-RW, DVD-RAM) – SHM-165P6S. Na początku 2006 do grupy producentów tego typu nagrywarek (RW+/- i RAM w jednym) dołączyli NEC (NEC ND-4550A) i Benq. Nagrywarki uniwersalne (RW+/- i RAM w jednym) produkuje firma Pioneer Electronics (np. modele DVR-110, DVR-111, DVR-K06, DVR-K16) jak i Samsung.
Standard DVD-RAM (w trybie odczytu) obsługują też zwykłe napędy (nie nagrywające) LG (GDR-8163B, GDR-8164B), jak również niektóre napędy DVD-ROM firmy Toshiba (np SD-1712M).

## Specyfikacja

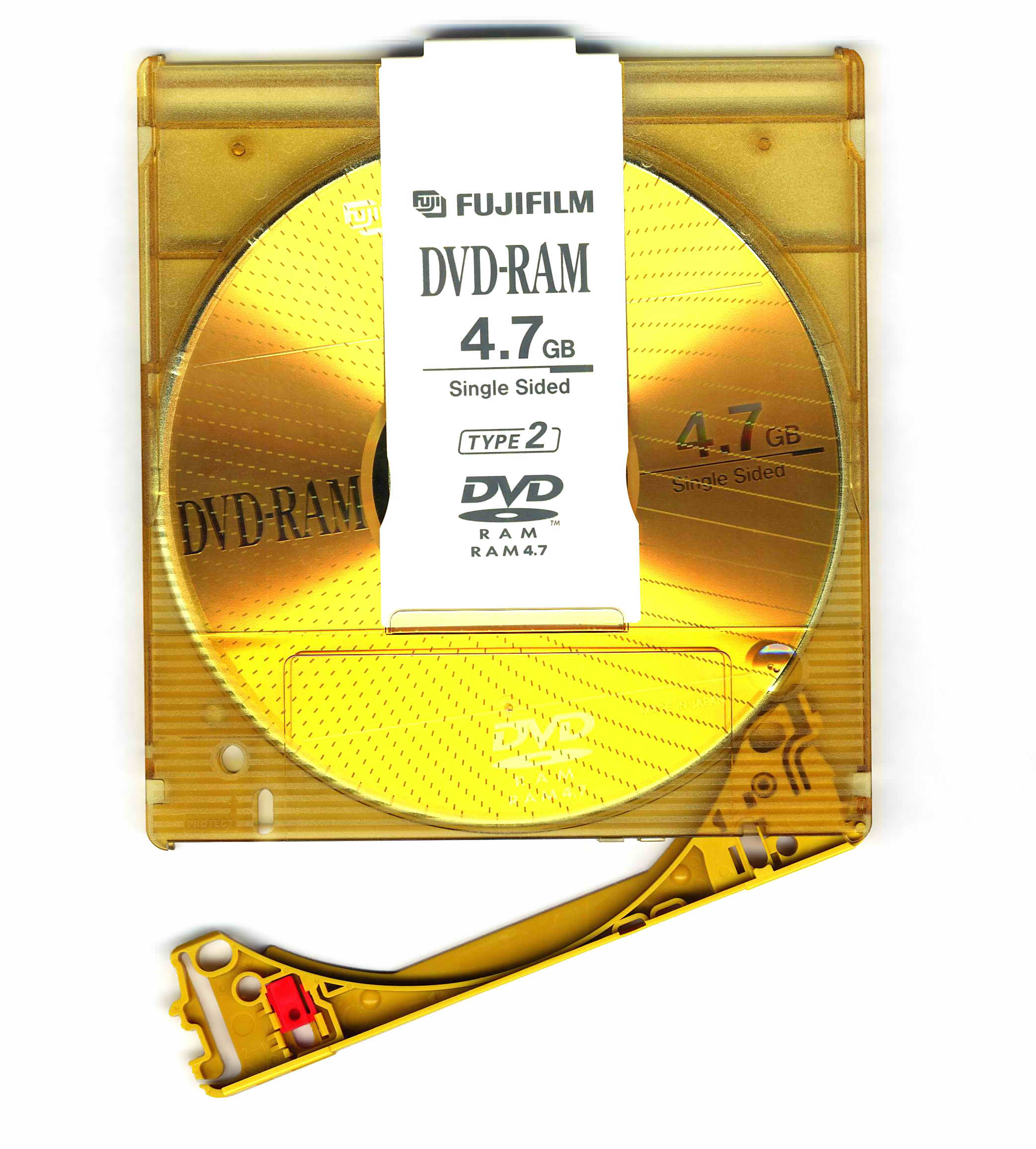
Rys. 1. Płyta DVD-RAM w kasetce

Od Internationale Funkausstellung Berlin 2003 specyfikacja jest lansowana przez Grupę Promocji (standardu) RAM (ang. RAM Promotion Group) (RAMPRG), stworzoną przez Hitachi, Toshiba, Maxell, LG Electronics, Matsushita/Panasonic, Samsung i Teac.
DVD-RAM jest uważany za standard bardzo niezawodny (wbudowany system kontroli błędów).
Nośniki DVD-RAM nie należą do nośników magnetooptycznych (MO). Jest to zwykły nośnik optyczny (zmiana stanu na amorficzny pod wpływem lasera zapisującego, co zmienia odblaskowość obszaru).
Standard ma dwie specyfikacje:
- DVD-RAM 1.0 (1997 rok)
  - Jednostronne, jednowarstwowe, o pojemności 2,58 GB
  - Dwustronne, jednowarstwowe, o pojemności 5,16 GB
- DVD-RAM 2.0 (1999 rok)
  - Jednostronne, jednowarstwowe, o pojemności 4,7 GB
  - Dwustronne, jednowarstwowe, o pojemności 9,4 GB

Istnieją mniejsze nośniki (1,46 GB), ale są rzadko spotykane.

Początkowo nośniki były sprzedawane w specjalnych kasetkach (podobnych do dużych dyskietek, o wymiarach: 124,6 mm x 135,5 mm x 8,0 mm, wyjęcie samego dysku z kasetki nie było możliwe – ten rodzaj obudowy jest oznaczany jako „type 1”) z przeznaczeniem do specjalnych napędów. Następnie pojawiły się wersje pozwalające na wyjęcie płyty z kasetki (obudowy „type 2” dla dysków jednostronnych oraz „type 4" dla płyt dwustronnych), obecnie najpopularniejsze są dyski w ogóle pozbawione obudowy.
Współcześnie produkowane nagrywarki wieloformatowe DVD (LG, Lite-On) pracują z nośnikiem bez kasetki. Nośniki w kasetce są ok. 50% droższe od płyt bez kasetek.

## Sposób nagrywania
Do nagrania danych i korzystania z nośnika nie jest wymagane dodatkowe oprogramowanie
– płyta DVD-RAM jest traktowana jako dysk wymienny. Tak jest w najnowszych wersjach systemów operacyjnych Linux, Mac OS X i Windows. Starsze wersje systemów wymagają doinstalowania specjalnych sterowników, o czym mowa dalej.
Przed normalną pracą z nośnikiem, należy go sformatować. 

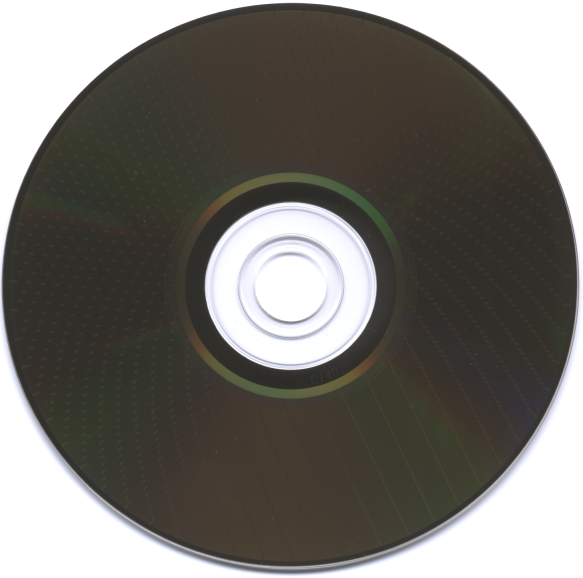
Rys. 2. Znaczniki sektorów na dysku DVD-RAM

### MS Windows
System Microsoft Windows Vista w pełni obsługuje format DVD-RAM. Obsługiwane są tak format FAT, jak i kolejne wersje UDF do wersji 2.50 włącznie.
System Microsoft Windows XP pozwala na korzystanie z dysków DVD-RAM w trybie odczytu jak i zapisu, ale zapis tylko w formacie FAT32. Dostępne są dla tego systemu specjalne sterowniki pozwalające na korzystanie z formatu UDF (patrz poniżej inne wersje MS Windows).
Systemy Windows w wersjach niższych od XP nie potrafią rozpoznawać napędów DVD-RAM i nagrywać pakietowo danych na nośnikach. Wymagany jest specjalny sterownik (DVDRAM driver), który czasem nie jest dołączany do nagrywarek (zależy to od umów między producentem sprzętu a producentem sterownika (BHA)). Często dołączone na płycie jest oprogramowanie Nero Burning ROM firmy Ahead Software i program do zapisu pakietowego tej firmy – InCD, jednak należy liczyć się z problemami wywołanymi brakiem kompatybilności zapisu z użyciem innych sterowników czy innych wersji tego samego sterownika.

W systemie Windows dysk możemy sformatować (po instalacji sterownika lub InCD) za pomocą menu kontekstowego, klikając prawym klawiszem myszki na ikonie napędu, w dwóch formatach UDF (różne wersje, zalecana 2.0) i FAT32.

Po sformatowaniu możemy korzystać z nośnika tak jak z dysku twardego lub dyskietki (metoda „przeciągnij i upuść” działa dopiero po zainstalowaniu/aktualizacji sterowników ASPI)
| wersja systemu  | operacja | FAT32           | UDF 1.5            | UDF 2.0            |
| --------------- | -------- | --------------- | ------------------ | ------------------ |
| Windows Vista   | zapis    | Tak             | TAK do wersji 2.50 | TAK do wersji 2.50 |
| Windows Vista   | odczyt   | Tak             | Tak                | Tak                |
| Windows XP      | zapis    | Tak             | ze sterownikiem    | ze sterownikiem    |
| Windows XP      | odczyt   | Tak             | Tak                | Tak                |
| Windows 2000    | zapis    | ze sterownikiem | ze sterownikiem    | ze sterownikiem    |
| Windows 2000    | odczyt   | Tak             | Tak                | ze sterownikiem    |
| Windows 98SE/Me | zapis    | ze sterownikiem | ze sterownikiem    | ze sterownikiem    |
| Windows 98SE/Me | odczyt   | Tak             | ze sterownikiem    | ze sterownikiem    |

### Linux
System Linux obsługuje napędy i dyski DVD-RAM. Na płycie można założyć dowolny system plików, podobnie jak na zwykłym dysku. Przykładowo, w przypadku zastosowania systemu plików UDF w jądrze systemu musi być włączona obsługa formatu UDF (jako moduł lub wkompilowane od razu w jądro; popularne dystrybucje przygotowane pod kątem użytkownika domowo-biurowego mają tę opcję aktywną). W systemie powinny być zainstalowane narzędzia udftools.
Dysk formatujemy za pomocą standardowego narzędzia mkfs.
I tak dla formatu UDF będzie to:
| mkudffs --media-type=dvdram --utf8 /dev/dvdram |

aby korzystać z nośnika, tak jak z każdego innego systemu plików, należy go zamontować poleceniem
| mount -t udf -o rw,noatime,async,users /dev/dvdram /mnt/dvdram |

powyżej nośnik został zamontowany w trybie asynchronicznym, aby mieć pewność, że dane zostały faktycznie zapisane, należy wydać komendę:
| sync |

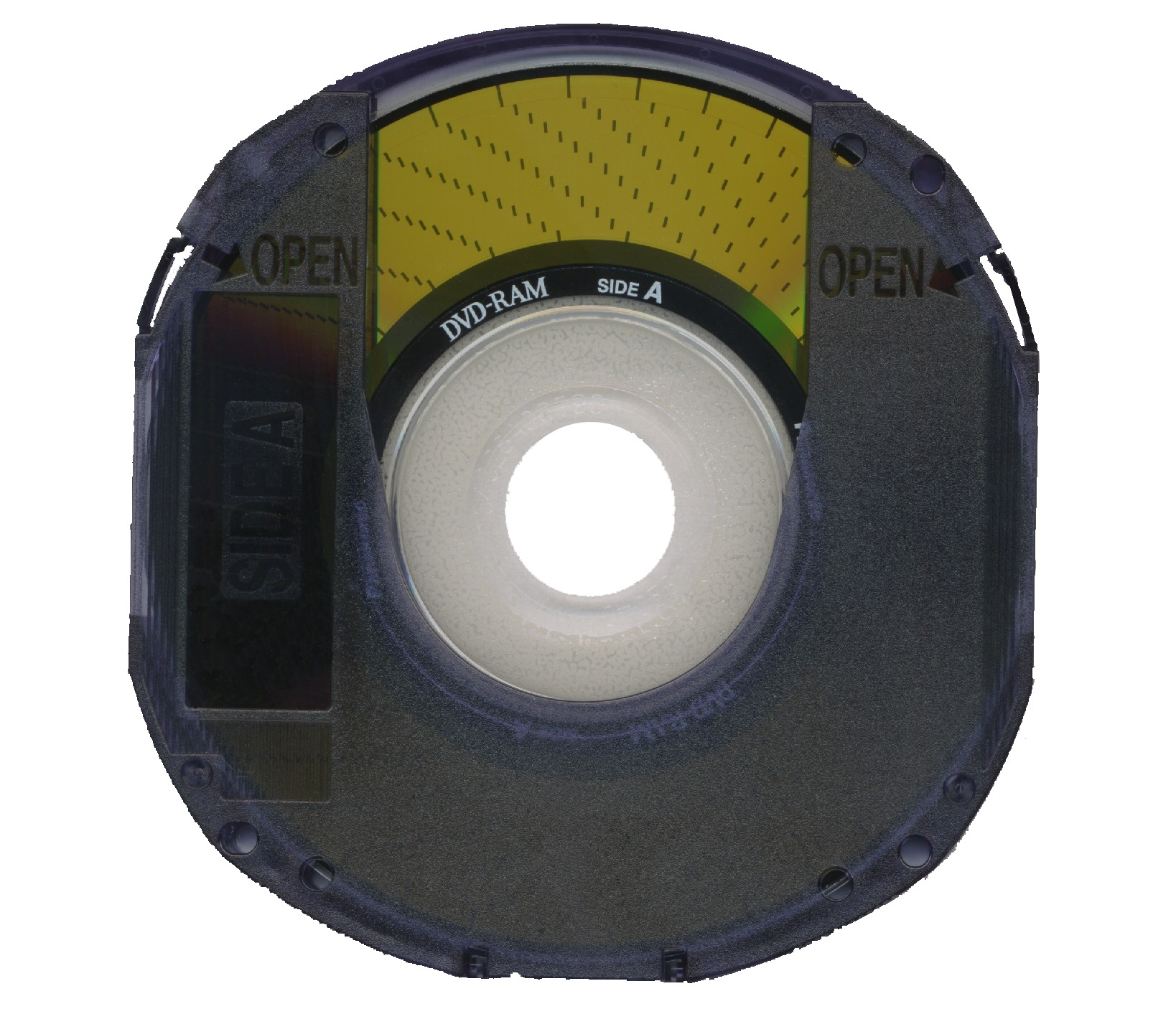
Rys. 3. Dwustronny mini nośnik DVD-RAM

lub odmontować nośnik (jeżeli zostawimy to do zrobienia, systemowi operacyjnemu podczas jego zamykania, może okazać się, że zamykanie bardzo się przedłuży, ponieważ dane z buforów będą teraz faktycznie zapisywane na nośniku).
Stąd radzimy ręcznie wywołać powyżej wspomnianym poleceniem sync faktyczny zapis na nośnik lub odmontować go poleceniem:
| umount /dev/dvdram |

Jest jeszcze możliwość używania dysku zamiast w trybie async w trybie sync, należy odpowiednio zmodyfikować polecenie montowania, jednak odradzam tego typu praktykę, jeżeli chcemy często zmieniać zawartość nośnika, traktując go np. jako partycję wymiany, ciągły proces zapisu (standard ten jest dość wolny (2x-5x – osiągana po rezygnacji ze sprzętowej weryfikacji) trwający w tle dodatkowo spowolni pracę napędu (pełny zapis, łącznie z procesem synchronizacji, ok. 35MB trwać może nawet powyżej 7 minut). Format ten jest natomiast idealny do pracy z małymi plikami.

Dysk może być pod Linuksem sformatowany również w innym systemie plików. Jedynie system FAT sprawia problemy, wymagając podania geometrii dysku. Jednak korzystanie z już sformatowanych w systemie FAT płyt nie sprawia problemu. Tak jak pod systemem MS Windows, po zamontowaniu możemy korzystać z nośnika jak z dysku twardego lub dyskietki (działa metoda "przeciągnij i upuść").

Bardziej przyjazne dla przeciętnego użytkownika dystrybucje Linuksa pozwalają na korzystanie z nośników bez znajomości powyższych poleceń, można również samemu przypisać te instrukcje ikonkom na pulpicie, w ten sposób również oszczędzimy sobie wpisywania powyższych instrukcji, za każdym razem, gdy chcemy używać dysku DVD-RAM.

## Wyciąganie płyty z kasetki

Rys. 4. Otwieranie kasetki DVD-RAM

W celu otworzenia kasetki należy wyłamać bolec zabezpieczający (1) (patrz rys. 4.)- wybić go np. długopisem, pchając od strony węższej części.

Następnie z boku (3) wpychamy małą zapadkę blokującą, przez co wysunie się lekko dolna część kasetki (4), którą pociągamy. Po przeciwnej stronie należy "pomóc" przejść blokadzie zapisu (2), tak aby wyciągnąć całkowicie dolną część kasetki. Teraz możemy wysunąć dysk i włożyć go do napędu nie obsługującego kasetek.

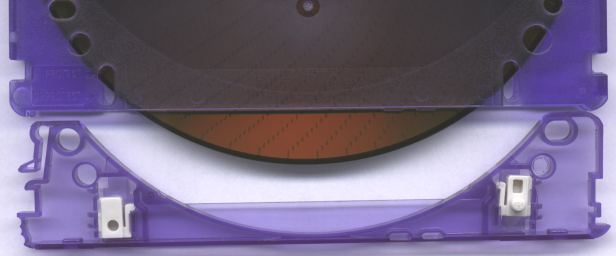
Rys. 5. Otwarta kasetka DVD-RAM

Literą (A) oznaczono wgłębienie z wypukłą kropką na środku- jest to oznaczenie strony dysku (dwie kropki, A i B), ponieważ istnieją dyski dwustronne.

Kasetkę można zabezpieczać przed zapisem tak jak tradycyjne dyskietki, poprzez przesuwanie plastikowej blokady zapisu (2):
- Litera (P) oznacza pozycję blokady zapisu zabraniającą zapisu.
- Litera (U) oznacza pozycję blokady zapisu zezwalającą na zapis.

## Porównanie z konkurencyjnymi formatami

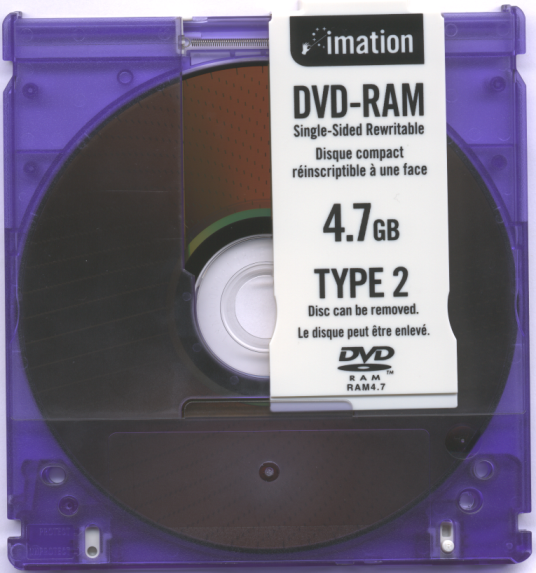
Rys. 6. Odsłonięta przesłona kasetki

### Zalety DVD-RAM
- Duża wytrzymałość – ponad 30 lat;
- Może być kasowany i zapisywany ponownie ponad 100 000 razy (płyty DVD±RW tylko ok. 1000 razy);
- Nie jest wymagane oprogramowanie do nagrywania płyt (ale patrz wyżej!);
- Krótkie czasy dostępu do małych plików;
- Sprzętowa weryfikacja zapisanych danych.
- Jest jedynym formatem wymiennego nośnika pozwalającym na przesunięcia czasowe (ang. time shifting).

### Wady DVD-RAM
- Nieczytelne w niektórych starszych napędach DVD±RW;
- Płyty są droższe od zwykłych dysków DVD±RW (ok. 5x w stosunku do DVD±R i 2,5x do DVD±RW);
- Wolniejsze od DVD±RW przy zapisie większej ilości danych (dużych plików).